# Назрул Назарі
Мухаммад Назрул бін Ахмад Назарі (англ. Muhammad Nazrul bin Ahmad Nazari, малай. Muhammad Nazrul bin Ahmad Nazari), відоміший під коротшим ім'ям Назрул Назарі (англ. Nazrul Nazari, малай. Nazrul Nazari; 11 лютого 1991, Сінгапур) — сінгапурський футболіст, який грає на позиції захисника або вінгера в клубі «Хьоган Юнайтед» та національній збірній Сінгапуру.

## Клубна кар'єра
Назрул Назарі розпочав виступи на футбольних полях у 2009 році у складі клубу «Янг Лайонс». На початку 2013 року футболіст перейшов до сінгапурського клубу «Лайонс XII», який грав у найвищій малайзійській Лізі Супер, і в цьому ж році став у складі команди чемпіоном Малайзії. У 2015 році Назрул у складі команди став володарем Кубка Футбольної асоціації Малайзії. З початку 2016 року футболіст грає у складі сінгапурської команди «Хьоган Юнайтед», у складі якої в 2022 році став володарем Кубка Сінгапуру.

## Виступи за збірні
У 2010 році Назрул Назарі у складі олімпійського варіанту збірної брав участь у футбольному турнірі Азійських ігор, у 2014 році він удруге брав участь у футбольному турнірі Азійських ігор. У 2012 році Назрул дебютував у складі національної збірної Сінгапуру. У складі збірної футболіст брав участь у чемпіонаті АСЕАН та відбіркових турнірах до чемпіонату світу та Кубка Азії. Загалом у складі збірної на початок 2024 року зіграв 64 матчі, в яких забитими м'ячами не відзначився.

## Титули і досягнення
- Чемпіон Малайзії: 2013
- Володар Кубка Футбольної асоціації Малайзії: 2015
- Володар Кубка Сінгапуру з футболу: 2022